# Rattiszell
Rattiszell è un comune tedesco di 1 432 abitanti, situato nel land della Baviera.